# Saer de Quincy
Saer de Quincy, I conte di Winchester (1155 – Damietta, 3 novembre 1219), fu uno dei baroni che lottarono contro Giovanni d'Inghilterra per l'approvazione della Magna Carta.

## Biografia
Il retaggio famigliare di Saer de Quincy era scozzese: suo padre era stato infatti al servizio di Guglielmo I di Scozia, mentre la madre era erede di una famiglia di Fife; fu il suo matrimonio a farlo salire nella scala sociale inglese, si maritò infatti con Margaret, sorella di Roberto di Beaumont, IV conte di Leicester (i Beaumont erano una famiglia importante che si era distinta nella lotta fra Stefano d'Inghilterra e Matilde d'Inghilterra (1102-1167)). Quando nel 1204 suo fratello morì, Margaret e sua sorella ereditarono le vaste terre di famiglia che vennero divise a metà, nel 1207 la divisione venne ratificata e Saer fu creato conte di conte di Winchester.
L'anno precedente, nel 1203 Saer incontrò Robert Fitzwalter, i due erano infatti di stanza insieme in Normandia e quando Fitzwalter si arrese senza combattere al re Filippo II di Francia durante l'assedio di Le Vaudreuil i due erano insieme. L'opinione popolare li bollò come codardi nonostante re Giovanni d'Inghilterra avesse affermato che la resa era stata fatta su suo ordine e in più dovettero ripagare al sovrano la somma che aveva speso per liberarli.
Nel 1211-1212 fu al soldo di Guglielmo il Leone re di Scozia che chiese il suo aiuto per combattere dei ribelli locali, tre anni dopo scoppiò la guerra dei baroni.

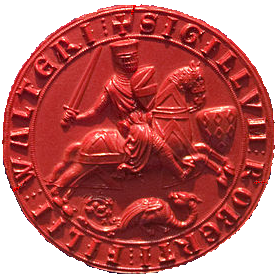
Sigillo di RobertFitzWalter

Quando nel 1215 i baroni inglesi si rivoltarono contro re Giovanni d'Inghilterra che rifiutava di firmare la Magna Carta Saer ritrovò l'amico Robert Fitzwalter, insieme combatterono, insieme assistettero alla firma strappata al re del loro documento ed insieme andarono in Francia per offrire al delfino Luigi VIII il trono inglese. Tuttavia nel 1217 era chiaro che la guerra dei baroni era persa e che il nuovo sovrano non sarebbe stato il principe francese ma il piccolo Enrico III d'Inghilterra il figlio non ancora decenne di Giovanni d'Inghilterra.
Poco dopo, nel 1219 Saer partì per la Terra santa unendosi alla Quinta Crociata e partecipando all'assedio di Damietta. Il 3 novembre dello stesso anno si ammalò e morì, il suo corpo venne sepolto ad Acri, mentre il suo cuore riposa in un'abbazia vicino a Loughborough nelle terre della famiglia della moglie.
Dalla moglie Margaret de Beaumont ebbe sei figli:
- Roger de Quincy (attorno al 1174 - 25 aprile 1256)
- Hawise de Quincy (nata attorno al 1178)
- Lorette de Quincy (nata attorno al 1180)
- John de Quincy (nato attorno al 1182)
- Reginald de Quincy (nato attorno al 1184)
- Beatrice de Quincy (nata attorno al 1185)
- Arabella de Quincy (nata attorno al 1186)
- Robert de Quincy (fra il 1186 e il 1188 - 1257) sposò Hawise di Chester, I contessa di Lincoln